# Motorola Droid
Motorola Droid（モトローラ ドロイド）は、アメリカ合衆国の通信機器メーカー、モトローラが開発した、
携帯電話（スマートフォン）の名称である。

## 概要
モトローラで初となる、本格的なフルタッチパネルのスマートフォンである。
Googleが開発した携帯電話用のOS、『Android 2.0』を搭載しており、
操作は、3.7インチフルワイドVGA液晶への画面タッチと、スライド式のQWERTYキーボードで行う。
現在、アメリカで販売されている「Droid」は、ベライゾン・ワイヤレスが独占販売をしており、
通信方式には、CDMA2000 1x EVDO Rev.Aが採用されている。

## GSM版
欧州向けには、通信方式がクワッドバンドGSMとなる、「Motorola Milestone（モトローラ マイルストーン）」として販売されている。ドイツとイタリア、アルゼンチンで、CDMA版と同じく、2009年11月9日に発売された。
また、イギリスでも、同年12月10日に、香港でも同年12月21日にそれぞれ発売された。
Droidとの通信方式以外での主な違いは、SIMフリーになっており、ソフトウェアの一部内容が変更されていることである。